# Camillo Boccaccino
Camillo Boccaccino (ca.1504 – 4. januar 1546) var en italiensk renæssancemaler hovedsagelig aktiv i Cremona (provins) og andre steder i Lombardiet. Han var søn og elev af Boccaccio Boccaccino. Han var kendt af Gian Paolo Lomazzo og Giorgio Vasari. Han malede De fire evangelister (1537) i nicherne af kuplen af San Sigismondo i Cremona.